# القرية السفلى (عزلة الوادي)

تعديل مصدري - تعديل

القرية السفلى محلة تابعة لقرية العنب، التابعة لعزلة الوادي بمديرية العدين إحدى مديريات محافظة إب في الجمهورية اليمنية.، بلغ تعداد سكانها 58 حسب تعداد اليمن لعام 2004.